# Kriss Sheridan
Kriss Sheridan (Bielsko-Biała, Polonia; 15 de abril de 1989) es un cantante pop, actor y modelo con raíces polaco-estadounidenses, de nacionalidad alemana con residencia en Múnich.

## Biografía
Sheridan es el hijo de padre estadounidense y madre polaca. Estudió en Madrid, Múnich y Nueva York. Trabajó con renominadas estaciones de televisión y Radio en Múnich y Madrid como ser: RTL Television, ProSiebenSat.1 Media, Televisión Española, RFO Fernsehen y Radio Bayernwelle. Antes de ser admitido en el Lee Strasberg Theatre and Film Institute en Nueva York, trabajó como modelo. 2012 dio su debut como actor en la película de comedia "Zettl" de Helmut Dietl.

## Carrera
Kriss Sheridan firmó 2017 su contrato de grabación con Universal Music, en marzo lanzó su primer sencillo "Happy" alcanzando el Primer Puesto en los rankings de radio en Polonia. El video musical fue grabado en Noruega y fue difundido en toda Europa y Estados Unidos a través de VIVA TV y MTV. 
El 6 de julio de 2017, Sheridan cantó en la emisora de televisión polaca TVP Polonia en honor a la visita del presidente estadounidense Donald Trump en Polonia.
En marzo de 2018, Sheridan lanzó su segundo sencillo "I Don't Wanna Say Goodbye", ganando 3 semanas tras lanzamiento el Disco de Oro en Polonia y nuevamente el Primer Puesto en los rankings de radio de este país. El segundo sencillo fue una coproducción suiza, británica, francés, estadounidense y polaca creada en un Songwriting camp en España. El video musical fue grabado en las cercanías de Varsovia, con aparición estelar de Agata Borowiak, finalista de Miss Polonia 2017. Los medios polacos denominaron este video como el primer video musical con la mayor cantidad de efectos pirotécnicos.

## Discografía

### Sencillos
| Año                                         | Título                      | Ranking | Ranking | Ranking | Ranking | Ranking | Ranking | Ranking | Premios             |
| Año                                         | Título                      | CLP     | LPRP    | LPRR    | LPRŁ    | LPRB    | ALP     | RLP     | Premios             |
| ------------------------------------------- | --------------------------- | ------- | ------- | ------- | ------- | ------- | ------- | ------- | ------------------- |
| 2017                                        | "Happy"                     | 1       | 1       | 1       | -       | -       | 1       | 3       | -                   |
| 2018                                        | "I Don't Wanna Say Goodbye” | 1       | 1       | 1       | 1       | 1       | x       | -       | - POL: Disco de Oro |
| 2018                                        | "Tomorrow”                  | 1       | -       | 1       | -       | 1       | x       | -       |                     |
| „x” significa que ese ranking no existe más |                             |         |         |         |         |         |         |         |                     |

### Videografía musical
| Año  | Título                      | Director        | Origen |
| ---- | --------------------------- | --------------- | ------ |
| 2017 | "Happy"                     | Thomas Bulenda  | [ 51 ] |
| 2018 | "I Don't Wanna Say Goodbye” | Piotr Smoleński | [ 52 ] |
| 2018 | "Tomorrow”                  | Piotr Smoleński | [ 53 ] |

### Filmografía
| Año  | Título  | Director     | Origen |
| ---- | ------- | ------------ | ------ |
| 2012 | "Zettl" | Helmut Dietl | [ 10 ] |